# Maustetytöt
 (avril 2024).
La mise en forme du texte ne suit pas les recommandations de Wikipédia : il faut le « wikifier ».
Les points d'amélioration suivants sont les cas les plus fréquents. Le détail des points à revoir est peut-être précisé sur la page de discussion.
- Les titres sont pré-formatés par le logiciel. Ils ne sont ni en capitales, ni en gras.
- Le texte ne doit pas être écrit en capitales (les noms de famille non plus), ni en gras, ni en italique, ni en « petit »…
- Le gras n'est utilisé que pour surligner le titre de l'article dans l'introduction, une seule fois.
- L'italique est rarement utilisé : mots en langue étrangère, titres d'œuvres, noms de bateaux, etc.
- Les citations ne sont pas en italique mais en corps de texte normal. Elles sont entourées par des guillemets français : « et ».
- Les listes à puces sont à éviter, des paragraphes rédigés étant largement préférés. Les tableaux sont à réserver à la présentation de données structurées (résultats, etc.).
- Les appels de note de bas de page (petits chiffres en exposant, introduits par l'outil «  Source ») sont à placer entre la fin de phrase et le point final[comme ça].
- Les liens internes (vers d'autres articles de Wikipédia) sont à choisir avec parcimonie. Créez des liens vers des articles approfondissant le sujet. Les termes génériques sans rapport avec le sujet sont à éviter, ainsi que les répétitions de liens vers un même terme.
- Les liens externes sont à placer uniquement dans une section « Liens externes », à la fin de l'article. Ces liens sont à choisir avec parcimonie suivant les règles définies. Si un lien sert de source à l'article, son insertion dans le texte est à faire par les notes de bas de page.
- La présentation des références doit suivre les conventions bibliographiques. Il est recommandé d'utiliser les modèles {{Ouvrage}}, {{Chapitre}}, {{Article}}, {{Lien web}} et/ou {{Bibliographie}}. Le mode d'édition visuel peut mettre en forme automatiquement les références.
- Insérer une infobox (cadre d'informations à droite) n'est pas obligatoire pour parachever la mise en page.

Pour une aide détaillée, merci de consulter Aide:Wikification.
Si vous pensez que ces points ont été résolus, vous pouvez retirer ce bandeau et améliorer la mise en forme d'un autre article.
 (avril 2024).
Maustetytöt (prononcé en finnois : [ˈmɑu̯steˌtytøt]</link> ; litt. filles aux épices ' ) est un groupe de filles finlandais composé des sœurs Anna Karjalainen (fi) et Kaisa Karjalainen (fi).
Originaire de Vaala et vivant actuellement à Kallio, Helsinki, Maustetytöt écoute du schlager finlandais traditionnel, et a pour modèle Leevi and the Leavings,. La maison de disques du groupe Is This Art! décrit Maustetytöt comme un « duo indie pop ».
Maustetytöt a remporté les prix de Rock de l'année et Groupe de l'année aux Emma Awards en 2020. Oskari Onninen de Helsingin Sanomat décrit le groupe comme "carrément suspect de par son "authenticité" et son caractère non commercial". Selon Antti Luukkanen de Soundi, les chansons contiennent « le réalisme du quotidien et le glamour de la misère ».
Maustetytöt a acquis une renommée internationale après être apparu dans le film Les Feuilles Mortes d'Aki Kaurismäki en 2023, en interprétant la chanson « Syntynyt suruun ja puettu pettymyksin » (« Né dans la tristesse et habillé de déception »). Selon la critique Esther Zuckerman du New York Times, Maustetytöt est un « duo finlandais moderne incroyablement cool »,. De plus, Bilge Ebiri de Vulture trouve le rôle de Maustetytöt dans le film comme une "apparence époustouflante",. Grâce à la publicité apportée par le film, Maustetytöt a accumulé de nombreuses tournées musicales à l'étranger, comme en Suède et en Allemagne,.

## Discographie

### Albums
| Année | Album                                                                                               | Remarques | Positions de pointe | Attestation |
| Année | Album                                                                                               | Remarques | AILETTE <br />      | Attestation |
| ----- | --------------------------------------------------------------------------------------------------- | --------- | ------------------- | ----------- |
| 2019  | Kaikki tiet vievät Peltolaan (fi) <br /> ("Tous les chemins mènent à Peltola")                      |           | 1                   |             |
| 2020  | Eivät enkelitkään ilman siipiä lennä (fi) <br /> ("Même les anges ne peuvent pas voler sans ailes") |           | 2                   |             |
| 2023  | Maailman onnellisin kansa (fi) <br /> ("La nation la plus heureuse du monde")                       |           | 1                   |             |